# Ali El-Omari
Ali El-Omari (Châteaudun, 27 giugno 1978) è un ex calciatore francese naturalizzato marocchino, di ruolo centrocampista.

## Carriera

### Club
Ha giocato nella massima serie dei campionati portoghese e greco, e nella seconda divisione francese.

### Nazionale
Tra il 2003 e il 2004 ha giocato 3 partite con la nazionale marocchina.